# 秦莊公
秦莊公（前855年—前778年），嬴姓。《史记·卷十四·十二诸侯年表》记载名其，西周时期秦国君主。秦仲之子，在位44年。

## 生平
前822年，秦仲战死于西戎，周宣王召见秦莊公兄弟五人，给他们7000兵卒，命令他们讨伐西戎。秦莊公击败西戎，周宣王封秦莊公為西垂（即西犬丘）大夫，加封大駱一族西犬丘（今甘肅省礼县境内）的土地。秦莊公后居住于故地西犬丘，生子三人。长子世父因讨伐西戎，让太子之位于弟秦襄公。
前778年，秦莊公去世，次子秦襄公继位。

## 观点
1980年，滕州市後荊溝村居龍腰遺址一西周殘墓中，出土兩件相同的青銅簋，其中一件為不其簋。李学勤根据《不其簋铭文》所记载前816年周宣王派虢季子白率军攻打猃狁，在洛水北岸大败猃狁。虢季子白在班师回朝举行献俘礼时，又命属下示其率兵追击败退至洛水的猃狁，取得胜利。推断不其即秦莊公，(不其)应为(示其)即祺。杨宽也赞同此观点。